# Movimento Proletario Resistenza Offensivo
Il Movimento Proletario Resistenza Offensivo, conosciuto anche come Movimento proletario di resistenza offensivo oppure come Movimento Proletario (la sigla dell'organizzazione era però MPRO) , nacque nel 1977 a Roma, da un'alleanza di varie organizzazioni terroristiche di ispirazione comunista già esistenti in Italia, le quali si rifacevano al movimento dei lavoratori, ed alle tesi della lotta di classe per realizzare una rivoluzione proletaria in Italia.

## La nascita e gli ideali
Il Movimento Proletario nacque a Roma nel autunno del 1977, ma non fu un'organizzazione unica ma un'alleanza di varie organizzazioni armate comuniste conciliate alle tesi dell'operaismo comunista ed anche a quelle del movimento del proletariato extralegale. Secondo le tesi ideologiche del Movimento Proletario, il proletariato era la classe sociale da difendere dallo sfruttamento capitalista ed i movimenti comunisti dovevano riconoscere la centralità del proletariato nelle battaglie sociali. Inoltre, secondo le tesi del Movimento Proletario, il mondo era in una situazione prerivoluzionaria poiché nel periodo storico tra il 1973 ed il 1975 ci fu l'avanzata internazionale dei paesi socialisti e comunisti che divennero più numerosi dei paesi capitalisti, poiché la sconfitta statunitense della guerra del Vietnam aveva messo in difficoltà i paesi capitalisti sia da un punto di vista militare che da un punto di vista economico a seguito della crisi petrolifera del 1973, che mise in crisi molti stati capitalisti e permise alle sinistre internazionali di vincere le elezioni in molti paesi liberali. Le tesi del Movimento Proletario sostennero che con l'avanzata internazionale dei paesi socialisti e comunisti tra il 1973 ed il 1975, anche l'Italia sarebbe diventata una Repubblica comunista. Il Movimento Proletario però era un'organizzazione comunista che si differenziava dalle altre organizzazioni comuniste rivoluzionarie, poiché nonostante la lottasse contro il capitalismo e le organizzazioni neofasciste, il Movimento Proletario aveva posizioni differenti dal resto dei movimenti comunisti in Italia nei confronti dei diritti civili, poiché il Movimento Proletario combatteva il libertinismo sessuale, lo sfruttamento della prostituzione ed anche la pedofilia, poiché secondo le tesi culturali del Movimento Proletario, la sessualità libertina avrebbe fomentato il disimpegno tra i militanti comunisti e proletari,  così come la violenza sui minori era una perversione creata dal capitalismo per traviare i bambini appartenenti ai ceti popolari; anche sulle liberalizzazioni degli stupefacenti il Movimento Proletario aveva tesi differenti dagli altri gruppi dell'estrema sinistra, perché reputava negativo il diffondersi di ogni forma di droga tra i ceti popolari, sia che fossero droghe leggere sia che droghe pesanti: secondo le tesi del Movimento Proletario molte persone avrebbero contratto malattie fisiche e psichiche a causa della droga, e si sarebbero impoverite ulteriormente a causa del costo dei farmaci per disintossicarsi, dovendo quindi abbandonare la lotta operaia e rivoluzionaria contro il capitalismo. Queste tesi ideali portarono il Movimento Proletario a compiere azioni armate nono solo contro militanti di estrema destra ed imprenditori capitalisti, ma anche contro pedofili, sfruttatori di prostitute ed anche spacciatori di eroina, che venivano visti come nemici morali del Movimento Proletario, e che andavano colpiti ed assassinati, poiché i ceti popolari andavano tutelati dal diffondersi delle droghe e dalle malattie sessuali.

## Le organizzazioni armate che realizzarono questa alleanza
Il Movimento Proletario essendo un'alleanza per compiere le azioni armate non sempre usò il suo nome, ma spesso usò le sigle dei gruppi armati che ne facevano parte e le sigle che fecero parte del Movimento Proletario furono le seguenti:
- Movimento Proletario di Resistenza Offensiva Nucleo Anti Erorina
- Formazioni Comuniste Armate
- Guerriglia comunista
- Guerriglia Proletaria
- Guerriglia Rossa
- Nucleo Clandestino di Resistenza
- Nucleo di Resistenza Clandestino

## Le azioni armate
Durante il periodo tra il 1977 ed il 1979 il Movimento Proletario di Resistenza Offensiva compì le seguenti azioni, esordendo con l'omicidio di un omosessuale travestito spacciatore di eroina, accusato di essere anche un gestore di un giro di pedofilia e prostituzione minorile a cui seguirono altri omicidi di spacciatori di eroina, accusati di essere a sua volta gestori di un giro di pedofilia, per poi compiere azioni dinamitarde contro giornali accusati di essere al servizio della borghesia, agenzie immobiliari accusate di fare speculazione sulla compra vendita delle case abitate dai ceti popolari, per poi passare ad attentati, rapine ed espropri proletari di supermercati accusati di speculare sui prezzi dei generi di prima necessità, e contro varie caserme dei carabinieri che vengono accusati di essere il braccio armato dello stato italiano capitalista.

## Il controllo esterno da parte delle BR
Il Movimento Proletario nonostante nacque come un'alleanza di varie organizzazioni comuniste armate che operavano in proprio, venne successivamente guidato dall'esterno dalle Brigate Rosse, le quali decisero di cooptare il Movimento Proletario per farlo diventare un gruppo di riserva da cui attingere militanti nuovi e per farli compiere azioni armati di minore importanza ma comunque utili, come rapine ed approvvigionamenti, e per attaccare meglio il capitalismo italiano ed internazionale, in nome della lotta comunista internazionale.
Dopo un periodo di azioni violente contro banche e industrie, omicidi ai danni di spacciatori di droga e di militanti di gruppi politici di estrema destra, il Movimento Proletario attraversò un periodo di crisi interna a causa della repressione dello stato italiano dopo il Sequestro di Aldo Moro, che culminò con l'operazione condotta dalla Polizia e dai carabinieri il 7 aprile 1979 che sciolse in maniera forzata Autonomia Operaia, e che nonostante non riguardasse direttamente il Movimento Proletario, le azioni di Polizia e Carabinieri si rivolsero anche contro le organizzazioni armate comuniste che non avevano legami con Autonomia Operaia. Questa azione legale da parte dello Stato Italiano, convinse i capi delle varie associazioni del movimento di confluire nelle Brigate Rosse per creare una nuova colonna brigatista nel centro d'Italia nell'ottobre del 1979.